# Wladimir Jewgenjewitsch Iwanowski
 Wladimir Jewgenjewitsch Iwanowski (russisch Владимир Евгеньевич Ивановский; * 9. Mai 1948 in Moskau; † 3. Juni 2016) war ein russischer Diplomat, zuletzt Botschafter in der Türkei.

## Leben
Iwanowski war von 2007 bis 2013 Botschafter der russischen Regierung von Wladimir Putin bei der Regierung von Recep Tayyip Erdoğan. Iwanowski studierte bis 1977 am Moskauer Institut für Internationale Beziehungen und trat 1977 in den auswärtigen Dienst. Er war von 1979 bis 1984 sowie von 1986 bis 1991 an der Botschaft in Belgrad akkreditiert. Von 1997 bis 1998 war er Generalkonsul in Istanbul. Iwanowski war verheiratet und hatte zwei Söhne.